# Bjerringbro (plaats)
Bjerringbro is een plaats en voormalige gemeente in de Deense regio Midden-Jutland, gemeente Viborg. De plaats telt 7590 inwoners (2008).

## Voormalige gemeente
Bjerringbro was tot 2007 een gemeente in Denemarken. De oppervlakte bedroeg 206,57 km². De gemeente telde 13.922 inwoners waarvan 7102 mannen en 6820 vrouwen (cijfers 2005). Bjerringbro werd in 2007 toegevoegd aan de vergrote gemeente Viborg.

## Geboren
- Charles Buchwald (1880-1951), voetballer
- Søren Pape Poulsen (1971-2024), politicus

- Gemeinsame Normdatei: 4208793-4